# Марду
Марду (ест. Maardu) је приградско насеље Талина, престонице Естоније, у оквиру округа Харју са 16.570 становника (2006. године). Марду спада у највећа насеља ове мале европске земље. Руси чине већинско становништво насеља са 75%.